# Gulașcomunism
Gulașcomunismul (în maghiară gulyáskommunizmus) sau kadarismul  (după János Kádár) se referă la varietatea de comunism practicată în Republica Populară Ungară începând cu anii 1960 până la prăbușirea comunismului central-european în 1989. Elementele de economie de piață liberă, precum și o îmbunătățire a respectării drepturilor omului, au reprezentat o reformă pașnică și o abatere de la principiile sovietice aplicate în Ungaria în deceniul anterior.
Numele este o metaforă glumeață derivată din termenul "gulaș", un fel de mâncare maghiar foarte popular în întreaga lume. Așa cum gulașul se face dintr-un amestec de ingrediente foarte diferite, gulașcomunismul reprezintă un ghiveci de principii comuniste interpretate sui-generis, părăsindu-se interpretarea strict marxist leninistă din trecut. Uneori descrisă ca „cea mai fericită baracă din lagărul socialist”, Ungaria s-a bucurat în această perioadă de multe facilități care nu existau în restul Blocului Răsăritean.

## Origini

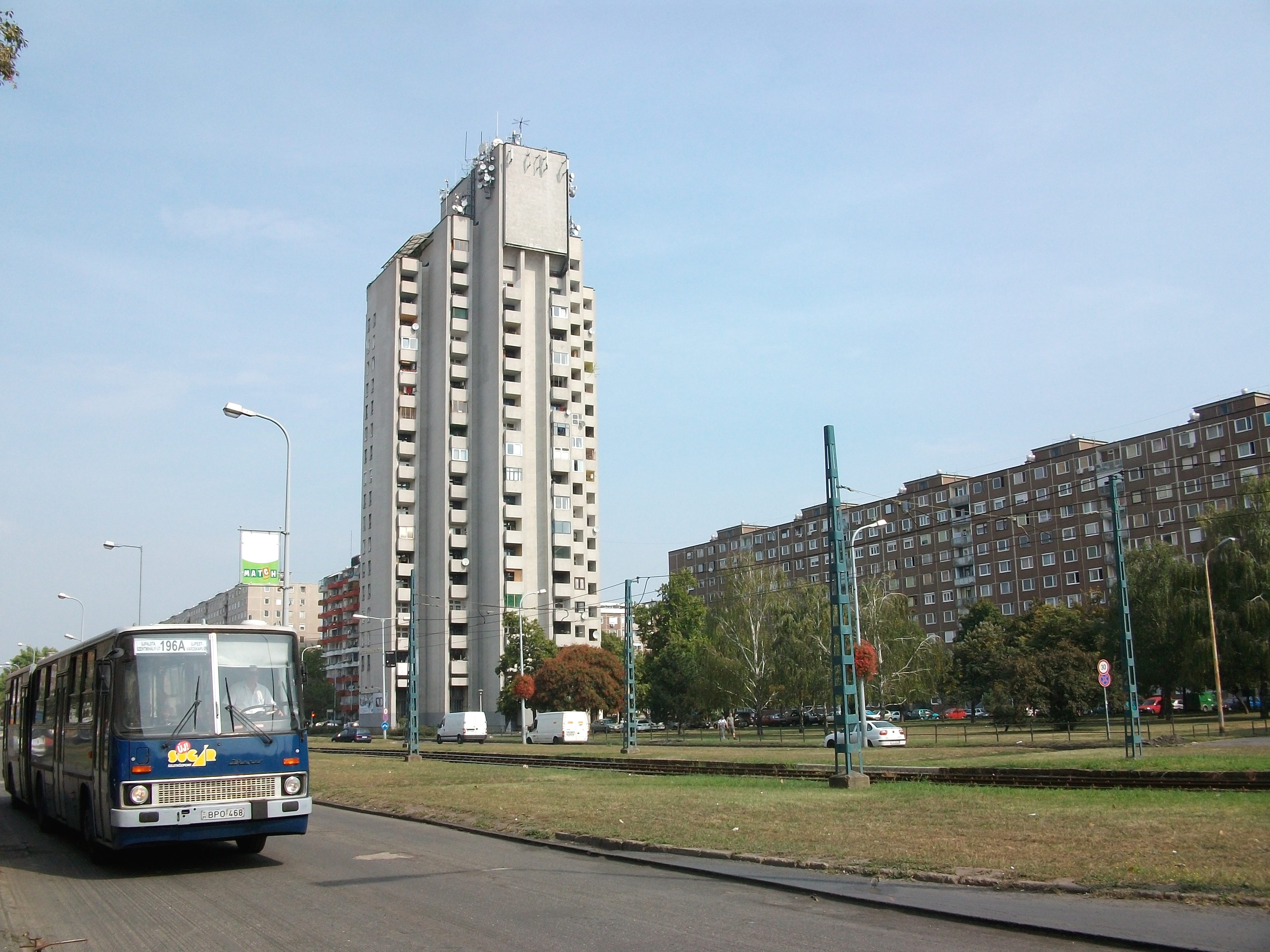
Moștenirea sistemului socialist în Ungaria de azi(2009) sub forma unui Autobuz Ikarus și a unui cvartal de blocuri în Budapesta-Újpalota.

În 1962, la doar șase ani de la Revoluția maghiară din 1956, al VIII-lea Congres al Partidului Muncitoresc Socialist Maghiar a declarat perioada de "consolidare a socialismului" după 1956 ca fiind terminată, "fundamentele societății socialiste" fiind realizate, ceea ce a permis o amnistie generală a persoanelor condamnate în legătură cu "contra-revoluția" din 1956. Sub János Kádár, partidul a temperat treptat excesele poliției secrete și chiar a desființat-o, abrogând majoritatea restricțiilor privind exprimarea și libera circulație adoptate în epoca Mátyás Rákosi. În locul lor, partidul a introdus un regim cultural și economic relativ liberal în comparație cu celelalte state comuniste, care viza depășirea ostilității post-1956 față de guvernul Kádár.
În 1966, Comitetul Central a aprobat "Noul Mecanism Economic", care a facilitat comerțul exterior, a dat libertate limitată mecanismelor de piață și a permis unui număr limitat de întreprinderi mici să opereze în sectorul serviciilor. Deși liberal, în comparație cu socialismul sovietic, prima relaxare a controlului economic a fost departe de a reprezenta aceeași amenințare ca reformele din 1956. Politica oficială a utilizat diferite metode de administrare a colectivelor, lăsând ritmul de mecanizare la aprecierea fiecărei cooperative în parte.